# Penelope Reed
Penelope Reed (San José, California; 18 de junio de 1992) es una actriz pornográfica y modelo erótica estadounidense.

## Biografía
Natural del Condado de Santa Clara (California), nació en junio de 1992. Antes de unirse a la industria para adultos, trabajó como camgirl, realizando sus primeros shows en la red. De esa experiencia, destacó el disfrute por el exhibicionismo, lo que apuntó a su entrada en la industria. Gracias a contactos dentro de la misma, consiguió que la agencia Nexxxt Level Talent la representara y consiguiera sus primeros cástines.
Debutó como actriz pornográfica en 2016, a los 24 años de edad. Al poco tiempo de su entrada en la industria, dejó su representante y fichó por la agencia Society 15, creada por la actriz y directora Kendra Lust en 2015.
Como actriz ha trabajado para estudios como Kick Ass, Devil's Film, Girlfriends Films, ATK, Crave, Reality Kings, Zero Tolerance, Evil Angel, Hustler, ManyVids, Mofos, Jules Jordan Video, Diabolic, Metro o Kink.com, entre otros.
Ha rodado más de 140 películas.
Algunas películas suyas son Black In The Middle, Cum In Me Daddy, Dare Dorm 30, Facial Fantasy 2, Girl Toy, I Swallowed My Stepfather, Mom's Guide To Sex, Petite Amateurs 12, RK Prime 7, ShopLyfter 2 o Teen Bush 3.

## Premios y nominaciones
| Año  | Ceremonia         | Resultado | Premio                                        | Trabajo                         |
| ---- | ----------------- | --------- | --------------------------------------------- | ------------------------------- |
| 2019 | Premios AVN       | Nominada  | Premio fan: Culo más épico                    | —                               |
| 2019 | Spank Bank Awards | Nominada  | Best Spitter / Drooler                        | —                               |
| 2020 | Premios AVN       | Nominada  | Mejor escena escandalosa de sexo              | Deep Throat League 6            |
| 2020 | Premios XBIZ      | Nominada  | Mejor escena de sexo en película de todo sexo | Ryan Madison's Alternative Porn |